# Liste der denkmalgeschützten Objekte in Malý Bor
Grundlage dieser Liste der denkmalgeschützten Objekte in Malý Bor ist die ÚSKP-Liste (Ústřední seznam kulturních památek České republiky, deutsch Zentrale Liste der Kulturdenkmäler der Tschechischen Republik), die von der tschechischen Denkmalschutzbehörde NPÚ (Národní památkový ústav, deutsch Nationale Denkmalbehörde) seit 1987 geführt wird und an die seit dem Jahr 1850 geschaffenen Listen anschließt.

## Denkmalgeschützte Objekte nach Ortsteilen

### Malý Bor
| Lage                            | Objekt                              | Beschreibung | ÚSKP-Nr.                  | Bild           |
| ------------------------------- | ----------------------------------- | --- | ------------------------- | -------------- |
| Malý Bor, Malý Bor 3 (Standort) | Pfarrhaus                           | Ein Beispiel für ein barockes Pfarrhaus mit teilweise gewölbten Innenräumen, umgeben von einem Pfarrgarten, der von einer Steinmauer begrenzt wird. In der Umfassungsmauer befindet sich ein gotisches Sattelportal. Das Pfarrhaus bildet ein Ensemble mit der benachbarten Kirche.                                                                         | 20961/4-3122 Info Katalog | Pfarrhaus      |
| Malý Bor (Standort)             | Kirche der Heiligen Maria Magdalena | Eine einschiffige Kirche mit einem romanischen Kirchenschiff und einem prismatischen Turm mit zugehörigen Fenstern, zwei gotischen Kapellen und einem jüngeren rechteckigen Presbyterium. Ursprünglich ein romanischer Bau aus dem 3. Viertel des 12. Jahrhunderts (Kirchenschiff mit Turm), der im gotischen, Renaissance- und Barockstil erweitert wurde. | 35709/4-3121 Info Katalog | weitere Bilder |

### Hliněný Újezd
| Lage                                       | Objekt     | Beschreibung | ÚSKP-Nr.                  | Bild       |
| ------------------------------------------ | ---------- | --- | ------------------------- | ---------- |
| Hliněný Újezd, Dorfplatz (Standort)        | Kapellchen | Ensemble einer kleinen Kapelle aus der Zeit nach der Mitte des 19. Jahrhunderts und eines Gedenkkreuzes aus dem Jahr 1901. Kapelle auf einem rechteckigen Grundriss mit rechteckigem Chor, auf dem Dach ein Glockenturm. | 41903/4-3534 Info Katalog | Kapellchen |
| Hliněný Újezd, auf der Kreuzung (Standort) | Marterl    | Wegschrein mit versetztem Sockel, prismatischem Schaft und Kapellchen mit Walmdach. Zeugnis kleiner Sakralarchitektur, Landschaftselement am Dorfrand.                                                                   | 52156/4-5308 Info Katalog | Marterl    |

### Malé Hydčice
| Lage                                    | Objekt       | Beschreibung | ÚSKP-Nr.                  | Bild         |
| --------------------------------------- | ------------ | --- | ------------------------- | ------------ |
| Malé Hydčice, Malé Hydčice 6 (Standort) | Gehöft Nr. 6 | Ländliches Bauernhaus mit gut erhaltenen Wirtschaftsgebäuden und modernisierten Wohngebäuden. Eingangstor zum Dorfplatz ausgerichtet. Hinweise auf die Dorfentwicklung im frühen 19. Jahrhundert. | 19161/4-2907 Info Katalog | Gehöft Nr. 6 |